# سیارک ۲۱۴۹
سیارک ۲۱۴۹ (به انگلیسی: 2149 Schwambraniya، نامگذاری:1977FX) دو هزار و صد و چهل و نهمین سیارک کشف شده‌است که در ۲۲ مارس ۱۹۷۷ کشف شد.
قدر مطلق سیارک برابر ۱۱٫۷۰ است.